# Zwilling J. A. Henckels
Zwilling J. A. Henckels, más conocida simplemente como «Zwilling» (gemelo), es un conocido fabricante alemán de cubertería. La marca «Zwilling» la fundó en 1731 Peter Henckels en Solingen (Alemania).

## Historia
Zwilling J. A. Henckels posee filiales en los Estados Unidos, Canadá, Japón, China, Taiwán, España, Dinamarca, Países Bajos, Francia, Italia y Suiza.
La empresa es una sociedad anónima, del cual el grupo Werhahn de Neuss es accionista único desde 1970. El director ejecutivo de la compañía es Anton Werhahn y la dirección la conforman Claus Holst-Gydesen (PDG), Dr. Joachim Droese, Dr. Erich Schiffers y Achim Wolfgarten.
La sede de Solingen da empleo a 750 personas y la plantilla en todo el mundo alcanza las 1.650 personas. 